# .be
.be je internetová národní doména nejvyššího řádu pro Belgii.